# Flik 47
A Fliegerkompanie 47 (rövidítve Flik 47, magyarul 47. repülőszázad) az osztrák-magyar légierő egyik repülőszázada volt.

## Története
A századot az ausztriai Straßhofban állították fel, majd kiképzése után 1917. június 1-én keleti frontra irányították, ahol Krasznében volt a bázisa. Rövid idő múlva az olasz frontra, Villachba dobták át. 1917. július 25-én az egész légierőt átszervezték; ennek során a század először hadosztályfelderítői (Divisions-Kompanie 47, Flik 47D), majd röviddel utána hadseregparancsnokság alárendeltségében működő alegységi (Fernaufklärer-Kompanie 47, Flik 47F) minősítést kapott. Októberben a német 14. hadsereg alárendeltségében vett részt a caporettói áttörésben, majd a következő évben Pinzano repteréről indult bevetésekre és a 6. hadsereg részeként harcolt a második piavei csatában. Utolsó állomáshelye Cordenons volt.
A háború után a teljes osztrák légierővel együtt felszámolták.

## Századparancsnokok
- Ferdinand Cavallar von Grabensprung százados

## Századjelzés
A 6. hadsereg alárendeltségében a század gépeinek keréktárcsáját fele-fele arányban fekete-pirosra festették. 

## Repülőgépek
- Hansa-Brandenburg C.I
- UFAG C.I